# NGC 5937
NGC 5937 ist eine 12,3 mag helle Balken-Spiralgalaxie mit ausgeprägten Emissionslinien vom Hubble-Typ Sb im Sternbild Schlange und etwa 126 Millionen Lichtjahre von der Milchstraße entfernt. 
Sie wurde am 14. April 1785 von Wilhelm Herschel mit einem 18,7-Zoll-Spiegelteleskop entdeckt, der sie dabei mit „pF, pL, vlbM, r, preceding 3 small stars“ beschrieb. John Herschel notierte im Jahr 1847 bei seiner Beobachtung mit einem 18-Zoll-Spiegelteleskop „pB, S, R, gbM, 18 arcseconds“.